# Мотояма
Мотояма (яп. 本山町 Мотояма-тё:) — посёлок в Японии, находящийся в уезде Нагаока префектуры Коти. Площадь посёлка составляет 134,21 км², население — 3846 человек (1 августа 2014), плотность населения — 28,66 чел./км².

## Географическое положение
Посёлок расположен на острове Сикоку в префектуре Коти региона Сикоку. С ним граничат города Нанкоку, Ками, Сикокутюо и посёлки Отоё, Тоса.

## Население
Население посёлка составляет 3846 человек (1 августа 2014), а плотность — 28,66 чел./км². Изменение численности населения с 1980 по 2005 годы:
| 1980 | 6011 чел. |  |
| 1985 | 5566 чел. |  |
| 1990 | 5215 чел. |  |
| 1995 | 4901 чел. |  |
| 2000 | 4657 чел. |  |
| 2005 | 4374 чел. |  |